# Джадсонія (Арканзас)
Джадсонія (англ. Judsonia) — місто (англ. city) в США, в окрузі Вайт штату Арканзас. Населення — 1854 особи (2020).

## Географія
Джадсонія розташована за координатами 35°16′35″ пн. ш. 91°38′30″ зх. д. / 35.27639° пн. ш. 91.64167° зх. д. (35.276431, -91.641614).  За даними Бюро перепису населення США в 2010 році місто мало площу 7,53 км², з яких 7,44 км² — суходіл та 0,09 км² — водойми.

## Демографія
Згідно з переписом 2010 року, у місті мешкало 2019 осіб у 780 домогосподарствах у складі 524 родин. Густота населення становила 268 осіб/км².  Було 870 помешкань (116/км²). 
Расовий склад населення:
| - 91,6 % — білих - 2,7 % — чорних або афроамериканців - 0,6 % — корінних американців - 0,1 % — азіатів - 2,9 % — осіб інших рас |

До двох чи більше рас належало 2,0 %. Іспаномовні складали 6,1 % від усіх жителів.
За віковим діапазоном населення розподілялося таким чином: 23,3 % — особи молодші 18 років, 56,3 % — особи у віці 18—64 років, 20,4 % — особи у віці 65 років та старші. Медіана віку мешканця становила 41,8 року. На 100 осіб жіночої статі у місті припадало 89,9 чоловіків;  на 100 жінок у віці від 18 років та старших — 89,7 чоловіків також старших 18 років.
Середній дохід на одне домашнє господарство  становив 36 393 долари США (медіана — 27 398), а середній дохід на одну сім'ю — 42 679 доларів (медіана — 38 750). Медіана доходів становила 31 701 долар для чоловіків та 25 417 доларів для жінок. За межею бідності перебувало 25,7 % осіб, у тому числі 34,6 % дітей у віці до 18 років та 22,5 % осіб у віці 65 років та старших.
Цивільне працевлаштоване населення становило 706 осіб. Основні галузі зайнятості: роздрібна торгівля — 20,4 %, мистецтво, розваги та відпочинок — 19,8 %, виробництво — 18,8 %.